# Luigi Salvatori (pittore)
Luigi Salvatori (Palestrina, 25 ottobre 1951) è un pittore, architetto e critico d'arte italiano. È stato il presidente dal 2018 al 2025 dell'organizzazione Cento Pittori via Margutta.

## Biografia
Nato a Palestrina in provincia di Roma il 25 ottobre 1951, è nipote dei pittori Marcello Salvatori e Mario Fornari. Si laurea in architettura nel 1976 presso l'Università La Sapienza di Roma e inizia a dedicarsi all'Arte sacra e comunitaria, dal restauro e progettazione di chiese alle vetrate e agli arredi sacri. Dipinge una ricerca interiore dove i paesaggi reali sono sostituiti da paesaggi filtrati attraverso la memoria, il desiderio dell'invisibile, dell'infinito. Espone dal 1976 per l'Arte sacra al Palazzo delle Esposizioni di Roma. Nel 1982 si specializza nella storia dell’archeologia cristiana a cura della Commissione Pontificia Arte sacra in Italia.
Nel 1994 è entrato a far parte della storica associazione Cento Pittori via Margutta a Roma, dal 1998 entra nel consiglio di amministrazione.  Passa al paesaggio con mature riflessioni pittoriche negli anni Novanta, nel 2005 espone in Andrson County della South Carolaina e nel 2011 a Palazzo Chigi di Formello in Sala Orsini. Nel 2012 espone alla mostra Giovanni Paolo II Beato, Incontri celesti, nella Sala del Cenacolo della Camera dei deputati, a cura della Fondazione Duc in Altum. La saggistica sulla sua opera è stata curata da Cesare Sarzini, Roberto Luciani, Marta Lock,, Michela Ramadori e Alberto Moioli.
Dal 2018 al 2025 è stato il presidente della storica associazione artistica Cento Pittori via Margutta, dove ha perseguito attraverso un percorso espositivo pittorico la memoria culturale dei grandi autori della storia d'Italia. Nell'anno 2023 è inserito come Artista dell'anno sul volume n.11 dell'Enciclopedia d'Arte Italiana, Catalogo Generale Artisti dal Novecento ad oggi, presentato il 4 marzo 2023 presso la Sala degli Arazzi del Museo d'arte e scienza. Espone nel gennaio 2024 alla mostra Arte di frontiera: esprimere e rappresentare la disabilità. Una selezione di opere della Collezione Archivio Paolo Salvati e di altre raccolte, tenutasi nel Salone Borromini della Biblioteca Vallicelliana, a cura di Michela Ramadori.
Espone a Roma alla mostra I luoghi dello Spirito, con una personale dal tema I volti dell’anima, nella Sala del Cenacolo del Complesso di Vicolo Valdina della Camera dei deputati dal 30 settembre all’11 ottobre 2024, in un evento promosso dalla Presidenza della Commissione Cultura della Camera dei deputati e da ICAS Intergruppo Parlamentare Cultura, Arte e Sport, con la presentazione di Federico Mollicone, Alberto Moioli e Roberto Luciani. Nel marzo 2025, espone nella Basilica di San Vitale al Quirinale con la mostra personale Il cammino della speranza sui volti dell'anima, a cura di Roberto Luciani e Claudio Strinati, evento organizzato dall'Archivio Paolo Salvati.

## Dipinti nei musei
- Museo Storico Scuola Alpina della Guardia di Finanza, Predazzo, DSC 0145.[19]
- Museo Storico dell'Accademia della Guardia di Finanza, Bergamo, n.1326/2020 (65).
- Fondazione Museo Luigi Magni e Lucia Mirisola, Velletri, sala Giulio Aristide Sartorio, n.705, 2021.
- Pinacoteca del Pontificio Consiglio, Dicastero per il Servizio dello sviluppo umano integrato, Palazzo di San Callisto, Roma, 2004.

## Scritti
Testi di carattere storico artistico:
- Luigi Salvatori, Via Margutta Storia della Strada degli Artisti e dei Cento Pittori, Roma, Eventi d'Arte, 2021, ISBN 979-12-80434-03-6.
- Luigi Salvatori, 117ª Mostra Cento Pittori via Margutta, dedicata a Paolo Salvati, Roma 28 aprile - 1 maggio 2022, Roma, Edizioni Cento Pittori via Margutta, 2023, ISBN 979-12-80434-12-8.
- Luigi Salvatori, Andrea Salvati, Fattino Tedeschi e Mirko Baldassarre, Storia dei Cento Pittori Via Margutta, primo volume storico documentale a cura dell’Associazione Cento Pittori via Margutta, vol. 1, Roma, Edizioni Cento Pittori via Margutta, 2022, ISBN 979-12-80434-08-1.
- Luigi Salvatori, Mario Marzi, Natura silente, catalogo mostra personale, Roma, Edizioni Cento Pittori via Marguttas, 2022, ISBN 979-12-80434-07-4.
- Luigi Salvatori, Riccardo Zancano, Sinergie Ancestrali, catalogo mostra personale, Roma, Editions of italian and contemporary art archives, 2025, ISBN 978-88-947049-4-5.